# Valentin König
Valentin König († 1736) war königlich-polnischer und kurfürstlich-sächsischer Akziseinspektor in Kohren und Genealoge.
Zwischen 1727 und 1736 gab er, der Sohn des gleichnamigen Pfarrers in Kohren, eine dreibändige genealogische Adelshistorie heraus, in der er die Geschichte von annähernd 200 Adelsfamilien des mitteldeutschen Raumes abhandelte. Der Titel lautet in verkürzter Form: Genealogische Adels-Historie oder Geschlechts-Beschreibung derer im Chur-Sächsischen und angräntzenden Landen [...] ältesten und ansehnlichsten Adelichen Geschlechter und [...] Hoch-Gräflichen Häuser. Besonders für die frühe Geschichte sind die Angaben Königs äußerst unzuverlässig und dem damaligen Trend geschuldet, die Geschichte adeliger Geschlechter durch sagenhafte Geschichten möglichst bis in die römische Geschichte zurückzuverfolgen. Die jüngeren Daten sind hingegen zuverlässiger, aber auch in vielen Fällen zu hinterfragen.

## Werke (Auswahl)
- Genealogischer Adelskalender – Genealogische Adels-Historie oder Geschlechts-Beschreibung derer im Chur-Sächsischen und angräntzenden Landen Adligen Geschlechter.
  - Band 1, Leipzig 1727 Digitalisat
  - Band 2, Leipzig 1729 Digitalisat
  - Band 3, Leipzig 1736 Digitalisat